# Pulvinaria lineolatae
Pulvinaria lineolatae är en insektsart som först beskrevs av King och Cockerell 1897.  Pulvinaria lineolatae ingår i släktet Pulvinaria och familjen skålsköldlöss. Inga underarter finns listade i Catalogue of Life.